# Conus sponsalis
Conus sponsalis е вид охлюв от семейство Conidae. Видът не е застрашен от изчезване.

## Разпространение и местообитание
Разпространен е в Австралия (Ашмор и Картие, Западна Австралия, Коралови острови, Куинсланд и Северна територия), Американска Самоа (Суейнс), Бангладеш, Бахрейн, Британска индоокеанска територия (Чагос), Бруней, Вануату, Виетнам, Гуам, Джибути, Египет (Синайски полуостров), Еритрея, Йемен, Източен Тимор, Индия (Андамански острови, Андхра Прадеш, Гоа, Гуджарат, Даман и Диу, Керала, Лакшадвип, Никобарски острови, Ориса и Тамил Наду), Индонезия (Бали, Калимантан, Малки Зондски острови, Малуку, Папуа, Сулавеси, Суматра и Ява), Иран, Камбоджа, Катар, Кения, Кирибати (Гилбъртови острови, Лайн и Феникс), Китай (Гуандун, Гуанси, Джъдзян, Дзянсу, Фудзиен и Хайнан), Кувейт, Мавриций, Мадагаскар, Майот, Малайзия (Западна Малайзия, Сабах и Саравак), Малдиви, Малки далечни острови на САЩ (Атол Джонстън, Лайн, Мидуей, Остров Бейкър, Уейк и Хауленд), Маршалови острови, Мианмар (Коко острови), Микронезия, Мозамбик, Науру, Ниуе, Нова Каледония, Обединени арабски емирства, Оман, Остров Рождество, Острови Кук (Кук и Манихики), Пакистан, Палау, Папуа Нова Гвинея (Бисмарк), Параселски острови, Провинции в КНР, Реюнион, Самоа, Саудитска Арабия, Северни Мариански острови, Сингапур, Соломонови острови, Соломонови острови (Санта Крус), Сомалия, Острови Спратли, Судан, Тайван, Тайланд, Танзания, Токелау, Тонга, Тувалу, Уолис и Футуна, Фиджи, Филипини, Френска Полинезия (Австралски острови, Дружествени острови, Маркизки острови и Туамоту), Шри Ланка и Япония (Рюкю).
Обитава пясъчните дъна на морета, лагуни и рифове. Среща се на дълбочина от 1 до 3 m, при температура на водата от 23,2 до 28,5 °C и соленост 34,1 – 35,4 ‰.

## Описание
Популацията на вида е стабилна.